# Depot von Belleben
Das Depot von Belleben (auch Hortfund von Belleben) ist ein Depotfund der frühbronzezeitlichen Aunjetitzer Kultur (2300–1550 v. Chr.) aus Belleben, einer Ortschaft der Gemeinde Könnern im Salzlandkreis (Sachsen-Anhalt). Das Depot befindet sich heute im Landesmuseum für Vorgeschichte in Halle (Saale). 

## Fundgeschichte
Das Depot wurde vor 1903 auf dem Gelände des zu Belleben gehörenden Ritterguts Piesdorf gefunden.

## Zusammensetzung
Das Depot war in einem Keramikgefäß niedergelegt worden. Bei dem Gefäß handelt es sich um eine Tasse mit geglätteter Oberfläche, S-förmigem Profil und leicht abgesetztem Oberteil. Vom Henkel ist nur noch ein Rest erhalten. Die Tasse enthielt vier schwere ovale geschlossene Bronzeringe. Die Schauseiten der Ringe sind gerippt.